# أنتوني بلونديل
أنتوني بلونديل (بالإسبانية: Anthony Blondell) (17 مايو 1994 في فنزويلا - ) هو لاعب كرة قدم فنزويلي في مركز الهجوم. لعب مع فانكوفر وايتكابس ونادي موناغاس الرياضي.

## وصلات خارجية
- أنتوني بلونديل على موقع الدوري الأمريكي (الإنجليزية)
- أنتوني بلونديل على موقع قاعدة بيانات كرة القدم.إي يو (الإنجليزية)
- أنتوني بلونديل على موقع ناشيونال فوتبول تيمز (الإنجليزية)
- أنتوني بلونديل على موقع Soccerbase.com (لاعب) (الإنجليزية)
- أنتوني بلونديل على موقع Soccerway.com (الإنجليزية)
- أنتوني بلونديل على موقع عالم كرة القدم.نت (الإنجليزية)
- أنتوني بلونديل على موقع AS.com (الإسبانية)